# Индо-китайский пограничный конфликт (2020)
Индо-китайский пограничный конфликт 2020 года — вооружённое столкновение между Индией и Китаем, начавшееся в мае 2020 года, из-за спорного региона Аксайчин. Начиная с 5 мая между китайскими и индийскими войсками происходили вооруженные столкновения и стычки вдоль линии фактического контроля, в том числе вблизи спорной территории озера Пангонг в союзном территории Ладакх и Тибетском автономном районе, а также вблизи границы между Сиккимом.

## История
Конфликт начался из-за региона Аксайчин на границе Синьцзян-Уйгурского автономного района КНР, Пакистана и Индии. Территория контролируется Китаем, но оспаривается Индией, которая включает этот регион в союзную территорию Ладакх. Аксайчин представляет собой широкую высокогорную соляную пустыню, расположенную на высоте 5 тысяч метров. Географически она является частью Тибетского плато. Местных жителей в районе практически нет, как и постоянных поселений.
В 1960-х годах, в рамках политики Мао по расширению границ государства до границ бывшей империи Цин, Китай ввёл войска в данный район, который имеет также и важное стратегическое значение из-за проходящей через него дороги — с учётом местного рельефа, транспортные артерии в Гималаях важнее нефтепроводов. Ситуацию осложняла неурегулированность вопроса о проведении границы между бывшей Британской Индией и Тибетом.
Во время войны 1962 года Индия фактически потеряла контроль над Аксайчином.
В 1993 и 1996 годах КНР и Индия подписали соглашения о поддержании мира в спорных районах.

## Ход конфликта
5 мая 2020 года внезапно произошло вооружённое столкновение в районе Ладакха, во время патрулирования границы. С тех пор обе стороны начали агрессивно развёртывать дополнительные войска для захвата долины реки.
20 мая Индия бросила дополнительные войска в Гальванскую долину после того, как Китай объявил регион своей территорией и развернул сотни солдат Народно-освободительной армии. Ссылаясь на источники с обороняющейся стороны, индийская газета The Economic Times сообщила, что солдаты отправляются из других районов.
9 июня стало известно, что Индия и Китай начали вывод своих войск из восточного Ладакха.
Однако в ночь с 15 на 16 июня в районе Ладакха произошло вооружённое столкновение. Инцидент произошёл вечером в Гальванской долине:
Китай обвинил Индию в пересечении границы, в связи с чем было решено открыть огонь. По словам представителя китайского Министерства иностранных дел Чжао Лицзяна, индийские войска дважды пересекали границу, провоцируя китайских военных на ответные действия.
В результате инцидента с индийской стороны погибли 20 солдат.
По предварительным данным, с китайской стороны пострадали 43 человека, в том числе есть тяжело раненые и погибшие (официальной информации обнародовано не было).
После этого столкновения Китай и Индия развели войска на границе.
К 5 июля стороны договорились как можно скорее завершить процесс разведения войск, на линии соприкосновения сторон; индийские и китайские военные начали демонтаж временных сооружений в Ладакхе и отвели части от линии соприкосновения.
В ночь на 30 августа, как заявило министерство обороны Индии, на берегу озера Пангонг-Цо в приграничном районе Ладакх, произошло новое столкновение с китайскими войсками; сообщено, что индийские войска приняли меры по укреплению своих позиций и не дали Китаю «в одностороннем порядке изменить положение дел».
Индия обвинила Китай в «провокационных перемещениях» на границе («деятельность НОАК на южном берегу озера Пангонг-Цо… мы предприняли меры по укреплению наших позиций и сорвали китайские намерения в одностороннем порядке изменить ситуацию на местах»); Нью-Дели уверен, что Пекин пытается изменить статус-кво и сорвать переговоры по урегулированию территориального спора (при этом в КНР какие-либо нарушения отрицают, а эксперты указывают на желание китайской стороны избежать периферийных конфликтов на фоне противостояния с США).
31 августа официальный представитель Западного командования театра военных действий Китая  так прокомментировал ситуацию на китайско-индийской границе: Индия нарушила достигнутые договоренности по сопряженным территориям, так как ее войска незаконно пересекли приграничную линию, провоцируя напряженность в регионе (речь идет о территориях в районе побережья Хунани и близлежащего горного перевала Рецинь).
Военное руководство Индии и КНР 24 января 2021 г. достигли договоренности об отводе передовых подразделений войск на границе между двумя странами.
11 февраля 2021 г. начался отвод бронетехники и большей части дислоцированных войск с высот на южном берегу озера Патонг Цо в районе линии фактического контроля между двумя странами.
7 июня 2021 представители руководящего состава ВС Индии и Китая обсудили дату проведения 12 раунда переговоров, направленных на урегулирование ситуации на линии фактического контроля между Индией и КНР в Ладакхе.
Далее стороны провели ряд раундов переговоров на уровне дипломатов и командиров дислоцированных в регионе корпусов.
В начале сентября 2022 года Индия и Китай провели новый этап отвода войск на границе в Ладакхе в районе высот Гогра и Хот-Спрингс. Остающиеся вопросы по приграничным районам обсуждаются на встречах индийских и китайских дипломатов и военных.
27 января 2025 г. Индия и КНР возобновили прямое авиасообщение впервые после начала конфликта.

## Реакция США
Госсекретарь США Майк Помпео обвинил Китай в агрессии в связи с инцидентом на границе Индии.
Руководитель пресс-службы госдепартамента США Нед Прайс заявил, что новая американская администрация выступает за прямой диалог Нью-Дели и Пекина с целью урегулирования территориального спора в Ладакхе.
Руководитель пресс-службы госдепартамента США Нед Прайс заявил, что США намерены поддерживать своих сторонников при разрешении территориального спора в Ладакхе, а также считают, что КНР пытается «запугивать» своих партнеров.
20 марта 2021 года состоялась встреча министра обороны США Ллойда Остина и министра обороны Индии Раджана Сингха. На встрече глава американского оборонного ведомства предложил индийской стороне объединить усилия в подавлении растущей военной угрозы в лице КНР.
28 июня 2021 года американское издание Bloomberg опубликовало сообщение, что Индия «перенаправила не менее 50 000 дополнительных военнослужащих к своей границе с Китаем». В свою очередь, Индия никак не отреагировала на это заявление. По мнению китайской газеты Global Times, США через сообщения в СМИ пытаются спровоцировать на конфликт китайско-индийские отношения.

## Последствия
Индия потребовала, чтобы Пакистан уменьшил вдвое состав своего посольства, сославшись на то, что его сотрудники занимались шпионажем. Миссия Индии в Исламабаде тоже будет сокращена.
Вскоре после конфликта Индия запретила 59 китайских приложений, включая популярную социальную сеть TikTok, ссылаясь на угрозу национальной безопасности и общественному порядку. Позднее Индия включила еще 47 китайских приложений в запрещенный список.
Индийская высшая лига крикета расторгла контракт с китайской компанией производителем смартфонов Vivo под давлением общественности.
На фоне антикитайских настроений доля продажи китайских смартфонов на индийском рынке упала с 81% до 72% во втором квартале 2020 года. Стало известно, что 20 февраля 2021 года погибли 4 китайских пограничника.